# Nitroderivati ad azione vasodilatatrice
I nitroderivati ad azione vasodilatatrice sono un gruppo di farmaci che stimolano una rapida riduzione della contrazione muscolare liscia dei vasi, portando a vasodilatazione.
I nitroderivati possono essere suddivisi in due classi:
1. Composti che liberano spontaneamente NO mediante azione di un'idrolasi;
2. Composti organici che liberano NO mediante azione di enzimi più specifici.

In entrambi i casi si libera NO, che porta ad attivazione di guanilato ciclasi, con aumento della concentrazione di cGMP: il risultato è un rilassamento della muscolatura liscia.

## Farmaci
Esempi di nitroderivati sono:
- Nitroglicerina;
- Isosorbide mononitrato e dinitrato;
- Tetranitrato di pentaeritrite.

La Nitroglicerina può anche essere somministrata per via sublinguale attraverso uno spray, mentre Tetranitrato di pentaeritrite e Isosorbide solo per via orale (isosorbide dinitrato anche per via endovenosa).

## Effetti
Gli effetti conseguenti all'azione dei nitroderivati sono:
- Riduzione del precarico e della richiesta di ossigeno da parte del cuore;
- Coronarodilatazione: soprattutto a carico delle grosse arterie epicardiche con modesto aumento della perfusione. Ciò favorisce anche un aumento di flusso nelle vie collaterali, con ridistribuzione dei flussi coronarici;
- Riduzione della pressione parietale delle camere cardiache, per la riduzione di precarico, e conseguente calo di compressione dei capillari subendocardici con migliore perfusione miocardica;
- Riduzione modesta della pressione arteriosa;
- Riduzione del tempo di eiezione.

## Utilizzo farmacologico
Vengono utilizzati per curare:
- Angina acuta: riducono immediatamente il lavoro cardiaco, con riduzione del precarico e della richiesta di ossigeno. Si utilizzano Nitroglicerina sublinguale, Nitrito di amile inalatorio, Isosorbide dinitrato sublinguale con durata d'azione breve ma rapida efficacia;
- Insufficienza cardiaca cronica: effetto a lunga durata d'azione. Si vuole mantenere la riduzione del precarico per mantenere basso il lavoro cardiaco. Può venir utilizzata nitroglicerina tramite cerotto cutaneo anziché sublinguale.

## Effetti dannosi o indesiderati
- Tachicardia riflessa e aumento della contrattilità per attivazione dell'ortosimpatico. Pertanto è importante che chi assuma il farmaco sia istruito nel non utilizzarne troppo e nel ridurre gli stati di agitazione.
- Tolleranza: dopo un certo tempo questi farmaci diventano inefficaci, probabilmente per esaurimento enzimatico.
- Zero hour effect nei pazienti con somministrazione cronica: durante il giorno assumono nitroglicerina, di notte no, quindi al mattino si può presentare un evento angioso con fortissima riduzione della tolleranza all'esercizio;
- Rebound effect: in pazienti che lavoravano in industrie di vernici contenenti nitroglicerina e ne inalavano grande quantità;
- Ipotensione ortostatica: problema più rilevante nell'utilizzo di nitroderivati per trattare un'angina. Se l'angina è molto rilevante può esserci la tendenza nel paziente ad abusare del farmaco, con effetti collaterali: oltre all'ipotensione ortostatica, abbiamo rush cutanei per vasodilatazione improvvisa e cefalea pulsante.